# Rhinocypha ogasawarensis
Rhinocypha ogasawarensis é uma espécie de libelinha da família Chlorocyphidae.
É endémica de Japão.